# 6215-ös mellékút (Magyarország)
A 6215-ös számú mellékút egy majdnem pontosan tizenkét kilométer hosszú, négy számjegyű országos közút Fejér vármegye déli részén. Mezőfalvát köti össze Sárbogárddal és a 63-as főúttal, Kislókon keresztül; Sárbogárdon elhalad a városi tűzoltóság előtt is.

## Nyomvonala
A 6228-as útból ágazik ki, annak 19,300-as kilométerszelvénye közelében, Mezőfalva külterületén, a település központjától északra. Nagyjából nyugat-délnyugati irányban indul, 2,6 kilométer után lép át a Dunaújvárosi járásból a Sárbogárdi járásba, ezen belül is a járási székhely Sárbogárd közigazgatási területére. A 3,550-es kilométerszelvényénél egy elágazáshoz ér, itt torkollik bele észak-északnyugati irányból a 6217-es út, 9,5 kilométer megtétele után.
Valamivel kevesebb, mint 4,5 kilométer megtétele után éri el Kislók házait, itt gyors egymásutánban két irányváltása is van, amik után délnyugatnak folytatódik, Szabadság utca néven. 5,5 kilométer után lép ki a község házai közül, két újabb irányváltása ellenére továbbra is nagyjából a délnyugati irányt követi és a 6,350-es kilométerszelvényénél keresztezi a Lóki-patakot. A 11. kilométerénél éri el Sárbogárd Sárszentmiklós városrészének szélét, ott egy rövid szakaszon Árpád utca, majd Túry Miklós utca a neve. A 63-as főútba beletorkollva ér véget, annak 57+100-as kilométerszelvénye közelében.
Teljes hossza, az országos közutak térképes nyilvántartását szolgáló kira.gov.hu adatbázisa szerint 12,009 kilométer.